# Desmoscolex amaurus
Desmoscolex amaurus är en rundmaskart som beskrevs av Lorenzen 1972. Desmoscolex amaurus ingår i släktet Desmoscolex och familjen Desmoscolecidae. Inga underarter finns listade i Catalogue of Life.